# Лудвиг I фон Арнщайн
Лудвиг I фон Арнщайн (на немски: Ludwig I von Arnstein; * ок. 1040; † 1084) е граф на Арнщайн в Айнрихгау.

## Произход
Той е син на граф Арнолд ван Мариенфелс († ок. 1067) и съпругата му Гуда фон Цутфен (* ок. 1018), дъщеря на Людолф, губернатор на Браувайлер († 1031) и Матилда фон Цутфен. Майка му е сестра на херцог Конрад (Куно) от Бавария. Сестра му Аделхайд ван Цутфен (* ок. 1021) се омъжва ок. 1041 г. за граф Готшалк фон Цутфен-Твенте (1010 – 1064).

## Фамилия
Първи брак: ок. 1065 г. с първата си братовчедка Гуда (Юта) фон Цутфен (* 1042), дъщеря на граф Готшалк фон Цутфен-Твенте († 1064) и Аделхайд ван Цутфен. Те имат децата:
- Юдит фон Арнщайн († 1118), омъжена за Ото II фон Цутфен „Богатия“ († 1113)
- Лудвиг II фон Арнщайн († 28 май 1130), граф на Арнщайн, женен за Уделхилд фон Оденкирхен

Втори брак: с Гуда фон Цутфен, дъщеря на Рутберт I фон Цютфен и съпругата му Ирментруд фон Хамерщайн. Те имат децата:
- Хемма (Гемма) фон Арнщайн († пр. 20 февруари 1150), омъжена за граф Хуго II (IV) фон Тюбинген († ок. 1120)
- Гизелхилд, омъжена за граф Конрад фон Лауфен в Лобденгау († сл. 18 май 1127)
- дъщеря, омъжена за граф Ремболд I фон Изенбург (* ок. 1092, † 1121)
- Анастасия (* ок. 1074), омъжена за граф Дудо фон Лауренбург (1070 – 1124)
- дъщеря (вер. извънбрачна), омъжена за Хартрад фон Меренберг